# Drive (álbum de Anneke van Giersbergen)
Drive é o segundo álbum de estúdio da cantora holandesa Anneke van Giersbergen, lançado no dia 23 de Setembro de 2013.

## Faixas
| N.º            | Título                    | Duração |  |
| 1.             | "We Live On"              | 3:41    |  |
| 2.             | "Treat Me Like a Lady"    | 4:00    |  |
| 3.             | "She"                     | 3:08    |  |
| 4.             | "Drive"                   | 3:43    |  |
| 5.             | "My Mother Said"          | 3:21    |  |
| 6.             | "Forgive Me"              | 3:11    |  |
| 7.             | "You Will Never Change"   | 4:03    |  |
| 8.             | "Mental Jungle"           | 3:44    |  |
| 9.             | "Shooting for the Stars"  | 4:33    |  |
| 10.            | "The Best Is Yet to Come" | 4:04    |  |
| Duração total: | Duração total:            | 37:28   |  |

## Créditos
Anneke van Giersbergen
- Anneke van Giersbergen – vocal
- Arno Krabman – guitarra, teclado
- Ferry Duijsens – guitarra, teclado
- Gijs Coolen – guitarra
- Joost van Haaren – baixo
- Rob Snijders – bateria

Additional personnel
- Hayko Cepkin – vocal em "Mental Jungle"
- Annelies Kuijsters – vocal de apoio
- Niels Geusebroek – vocal de apoio
- Susanne Clermonts – vocal de apoio
- René Merkelbach – piano em "My Mother Said"
- Silvana Jirka – violino em "Mental Jungle"